# Dark Star (häst)
Dark Star, född 4 april 1950, död 21 oktober 1972, var ett engelskt fullblod, mest känd för att ha segrat i Kentucky Derby 1953, där han besegrade Native Dancer. 

## Bakgrund
Dark Star var en brun hingst efter Royal Gem och under Isolde (efter Bull Dog). Dark Star föddes upp av Warner L. Jones Jr. och ägdes av Cain Hoy Stable. Han tränades under tävlingskarriären av Moody Jolley och Eddie Hayward.
Dark Star tävlade mellan 1952 och 1953, och sprang totalt in 131 337 dollar på tretton starter, varav sex segrar, två andraplatser och två tredjeplatser. Han tog karriärens största seger i Kentucky Derby (1953). Han segrade även i Derby Trial (1953).

## Karriär
Som tvååring 1952 var Dark Star imponerande i träning, men verkade oförmögen att återge sin form i löp. Han började sin tävlingskarriär tidigt, och i sitt största löp som tvååring, Belmont Futurity i september, slutade han trea efter Native Dancer.
Som treåring i februari 1953 vann Dark Star ett sprintlöp på Hialeah, men förlorade sedan mot Money Broker i Florida Derby i mars. Tisdagen före Kentucky Derby besegrade han Money Broker med fyra längder i Derby Trial på Churchill Downs.
I Kentucky Derby den 2 maj startade Dark Star till oddset 25/1, där Native Dancer, obesegrad i elva lopp, var klar favorit. Dark Star fick en bra start, och reds till ledningen i första sväng av sin 23-åriga jockeyn Hank Moreno. På upploppet ryckte Dark Star ifrån och fick en klar ledning. Trots att Native Dancer spurtade snabbt, höll Dark Star undan och segrade med ett huvud.
I boken "Horse Racing's Top 100 Moments" av Blood-Horse Publications rankades Dark Stars derbyseger över Native Dancer som nummer 21.
Innan Preakness Stakes sprang Dark Star ett förberedande löp på Pimlico den 14 maj, där han blev slagen av Royal Bay Gem, men hans revansch med Native Dancer i det andra Triple Crown-löpet var trots det mycket efterlängtad. I Preakness Stakes ledde Dark Star tidigt, men tröttnade till slut och blev femma efter Native Dancer. Det avslöjades senare att Dark Star hade ådragit sig en allvarlig senskada på höger framben, vilket avslutade hans tävlingskarriär.

### Som avelshingst
Efter tävlingskarriären stallades Dark Star upp som avelshingst i USA. 1967 såldes han till Haras du Bois-Roussel i Alençon i Frankrike. Hans mest framgångsrika avkomma var vinnaren av Prix de Diane, Gazala, som blev ett enastående avelssto. 